# Berta od Vohburga
Gospa Berta od Vohburga (fl. 1200. – 1209.) bila je srednjovjekovna plemkinja.
O njoj se zna veoma malo.
Bila je gospa vladarica Greiza, Hofa, Regnitztala, Ronnenburga i Plauena u Austriji.
Njezin je otac bio vladar Vohburga nepoznata imena. Njegova žena ili neka druga partnerica bila je Bertina majka.
Moguće je da je Berta bila jedino dijete ili najstarija kći.
Udala se za Henrika II. od Reichea i Reussa, vladara Weide i Gere. Rodila mu je Henrika III. i Henrika IV.